# Robert Dejaegere
Robert Dejaegere (Sint-Agatha-Berchem, 25 juni 1934 – Eigenbrakel, 26 september 2020) was een Belgisch landbouwingenieur en hoogleraar. Van 1991 tot 1994 was hij rector van de Vrije Universiteit Brussel.

## Levensloop
Robert Dejaegere studeerde voor tropisch landbouwingenieur aan het Landbouwkundig Instituut in Gembloers en plantkunde aan de Université libre de Bruxelles, waar hij in 1967 promoveerde tot doctor in de wetenschappen. In 1969 werd hij docent aan de ULB, maar hij stapte vervolgens over naar de nieuw opgerichte Vrije Universiteit Brussel, waar hij een laboratorium met broeikas oprichtte. Zijn onderzoek was voornamelijk gericht op de biochemische aspecten van planten. Begin jaren 1980 was hij gastprofessor aan de Universiteit van Sydney in Australië. Van 1986 tot 1989 was hij decaan van de faculteit Wetenschappen en van 1991 tot 1994 decaan van de VUB. Hij was rector tijdens de onderwijshervormingen van CVP-onderwijsminister Daniël Coens en liep mee tijdens de eerste betoging van wetenschappers ooit in België. In 1996 ging hij op emeritaat.